# Чупринино
Чупринино — село в Алексеевском районе (городском округе, с 2018) Белгородской области, входит в состав Варваровского сельского поселения.

## Описание
Расположено в восточной части области, в 29 км к юго-востоку от районного центра, города Алексеевки. 
| 1859 | 2002 | 2010 |
| ---- | ---- | ---- |
| 361  | ↘139 | ↘126 |

Улицы и переулки
| - ул. Полевая |

## История
В 1859 году - Бирюченского уезда «хутор владельческий Чупринин при речке Нагольной», «по правую сторону большого почтового тракта от г. Бирюча до г. Острогожска» - 39 дворов, 361 житель (194 муж., 167 жен.).
Упоминается в Памятной книжке Воронежской губернии за 1887 год как "хуторъ Чуприновъ" Варваровской волости Бирюченского уезда. Число жителей обоего пола — 496, число дворов — 35.